# هارولد فالترماير
هارولد فالترماير (بالألمانية: Harold Faltermeyer)‏ (5 أكتوبر 1952 في ميونخ) هو ملحن ألماني.

## حياته
بعد دراسته في المدرسة العليا للموسيقى والمسرح بميونخ عمل لمدة طويلة كملحن في الولايات المتحدة الأمريكية.
اكتسب شهرة عالمية كملحن من خلال المقطع الموسيقي «أكسل ف» الذي لحنه لفيلم بيفرلي هيلز كوب مع إيدي ميرفي ألياس أكسل فولي في الدور الرئيسي. بعد حصوله عام 1985 على جائزة غرامي عن لحنه أكسل ف وصُنفت «أحسن أداء بوب موسيقي». تحصل في العام التالي على نفس الجائزة عن لحنه في فيلم توب غان.
فالترماير ألف وأنتج أيضا العديد من موسيقى الأفلام. مثل «النار والجليد»، أستريكس في أمريكا، إدارة رجل.
هارولد فالترماير ألف وأنتج كذلك مع راينهارد فيندريش معزوفة يستيقظ.

## وصلات خارجية
- هارولد فالترماير على موقع IMDb (الإنجليزية)
- هارولد فالترماير على موقع ألو سيني (الفرنسية)
- هارولد فالترماير على موقع ميوزك برينز (الإنجليزية)
- هارولد فالترماير على موقع أول موفي (الإنجليزية)
- هارولد فالترماير على موقع قاعدة بيانات برودواي على الإنترنت (الإنجليزية)
- هارولد فالترماير على موقع قاعدة بيانات الأفلام السويدية (السويدية)
- هارولد فالترماير على موقع إن إن دي بي (الإنجليزية)
- هارولد فالترماير على موقع أول ميوزيك (الإنجليزية)
- هارولد فالترماير على موقع ديسكوغز (الإنجليزية)
- هارولد فالترماير على موقع قاعدة بيانات الفيلم (الإنجليزية)
- الموقع الرسمي